# Olulodes
Olulodes é um gênero de traça pertencente à família Arctiidae.